# Keith Taylor

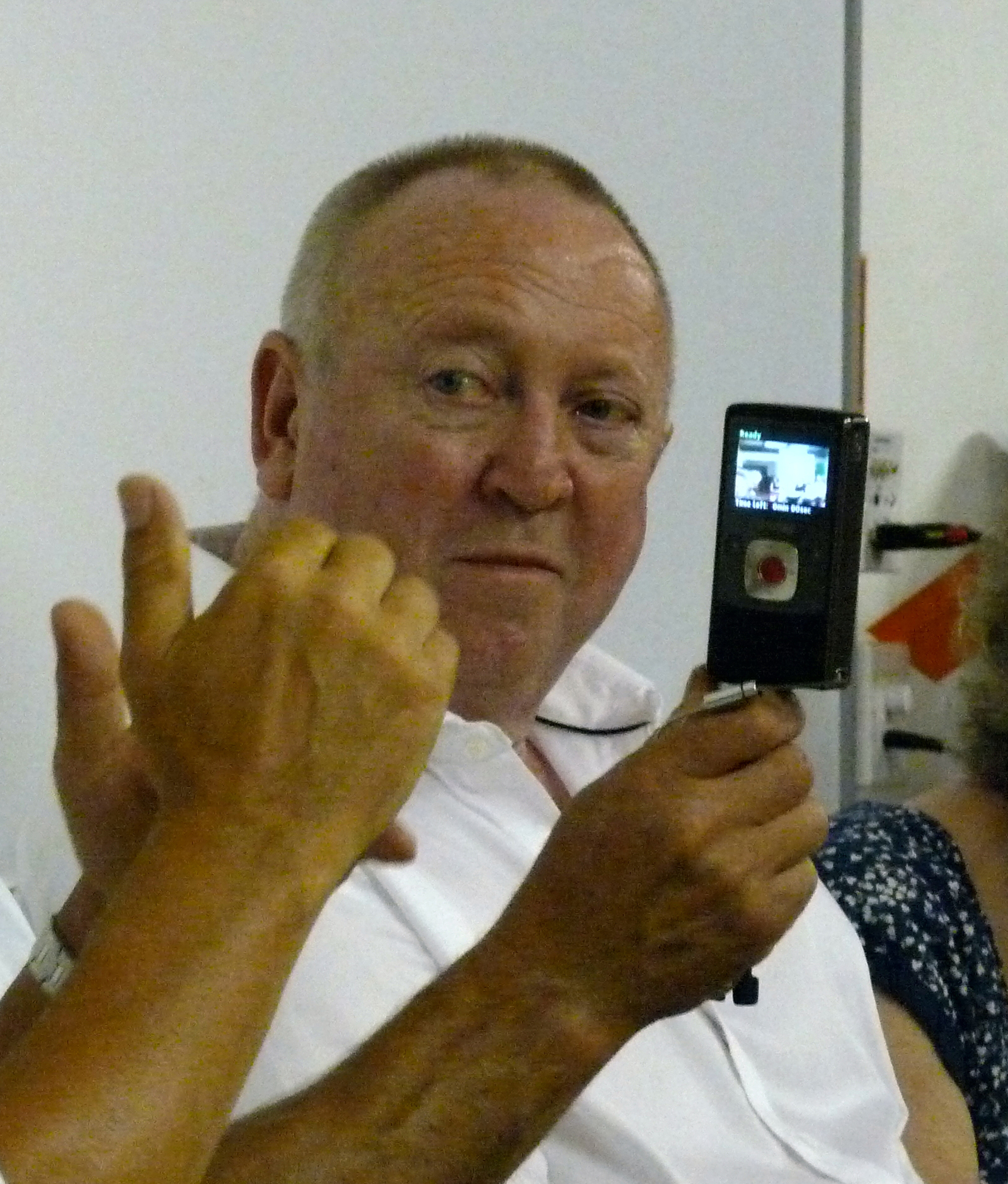
Keith Taylor

Keith Taylor (* 1. August 1953 in Rochford; † 31. Oktober 2022) war ein britischer Politiker und Mitglied des Europäischen Parlaments. Er war Mitglied der Green Party of England and Wales und von Die Grünen/Europäische Freie Allianz im Europäischen Parlament.

## Wirken
Taylor war zwischen den Jahren 1972 und 1980 im Vertrieb tätig. Von 1980 bis 1999 war er selbständig bzw. als Co-Direktor eines lokalen Unternehmens tätig. Zwischen den Jahren 2002 und 2007 war er die regionale Verbindungsperson für Caroline Lucas, MdEP. Außerdem war er zwischen den Jahren 2001 und 2002 der Vorsitzende des Verbands der Partei der Grünen angehörenden Ratsmitglieder. Von 2004 bis 2008 war er Hauptsprecher der Green Party of England and Wales und von 2008 bis 2010 Sprecher zum Thema Planung und Regeneration. Im Stadtrat von Brighton and Hove war Taylor von 1999 bis 2010 Mitglied und zwischen 2000 und 2008 Obmann der Grünen Ratsmitglieder.
Taylor wat Mitglied des Ausschusses für internationalen Handel, des Ausschusses für Verkehr und Fremdenverkehr und der Delegation für die Beziehungen zu Afghanistan des Europäischen Parlaments. Darüber hinaus war er Stellvertreter im Petitionsausschuss, in der Delegation für die Beziehungen zum Palästinensischen Legislativrat und in der Delegation für die Beziehungen zu Iran.
Keith Taylor rückte im Jahr 2010 für Caroline Lucas in das Europäische Parlament nach. Caroline verließ das Europäische Parlament, weil sie als erste Grüne in das House of Commons gewählt wurde.